# Þistilfjörður
Þistilfjörður är en fjord i republiken Island. Den ligger i regionen Norðurland eystra, i den nordöstra delen av landet, 400 km nordost om huvudstaden Reykjavík.